# Sinodraconarius
Sinodraconarius – rodzaj pająków z rodziny lejkowcowatych. Obejmuje 5 opisanych gatunków.

## Morfologia

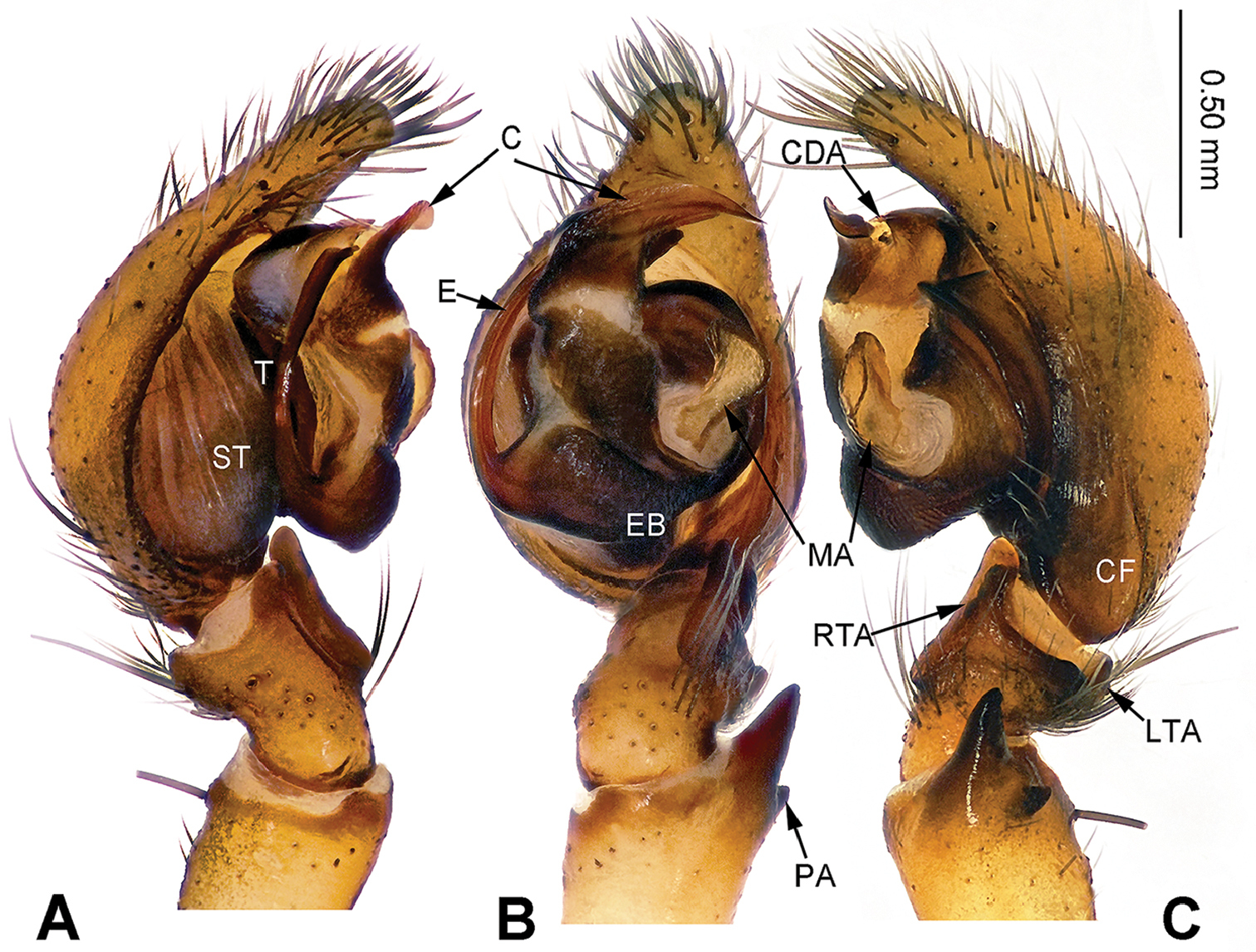
Aparat kopulacyjny samca S. yui. C: konduktor, CDA: apofiza grzbietowa konduktora, CF: rowek na cymbium, ST: subtegulum, T: tegulum, E: embolus, EB: podstawa embolusa, MA: apofyza medialna, RTA: apofiza retrolateralna goleni, LTA: apofiza lateralna goleni, PA: apofiza rzepki

Pająki osiągające od 6,9 do 17,6 mm długości ciała. Karapaks mają niemal gruszkowaty w kształcie, beżowy do brązowego, porośnięty czarnym szczecinkami. Jamka karapaksu jest podłużna. Szczękoczułki mają po trzy zęby na krawędziach przednich i po dwa na krawędziach tylnych. Sercowate w zarysie sternum ma kolor brązowawy. Kolejność par odnóży od najdłuższej do najkrótszej to: IV, I, II, III. Na wierzchu prawie owalnej, ubarwionej szaro lub ciemnoszaro opistosmy (odwłoka) widnieje cztery lub pięć szarawych szewronów.
Genitalia samicy mają szerokie, odlegle rozstawione spermateki z krótkimi przewodami kopulacyjnymi, otwierającymi się pośrodku płytki płciowej. Ta z kolei cechuje się położonymi bocznie kapturkami, małym, dwukrotnie dłuższym, niż szerokim, sercowatym przedsionkiem, brakiem zębów oraz obecnością przegrody. Nogogłaszczki samca mają rozwidloną apofizę rzepki, goleń o wystającej poza jej obręb apofizie retrolateralnej, rozwiniętej apofizie lateralnej oraz długiej i palcowatej apofyzie medialnej, cymbium z rowkiem krótszym niż połowa jego długości, szerokie tegulum oraz krótki konduktor z małą listewką nasadową na szczycie oraz wykształconą apofizą grzbietową. Charakterystyczne jest dla rodzaju ponadto silne zakrzywienie goleni tak, że jej grzbietowa powierzchnia tworzy z rzepką niemal kąt prosty, a brzuszna kąt 45°.

## Rozprzestrzenienie
Przedstawiciele rodzaju występują endemicznie w Chinach. Zasięgiem obejmują Tybet i Junnan.

## Taksonomia
Takson ten wprowadzony został w 2018 roku przez Zhao Zhe i Li Shuqianga na łamach „ZooKeys” poprzez wyodrębnienie z obfitego w gatunki rodzaju Draconarius. Nazwa rodzajowa oznacza po łacinie „chiński Draconarius”. Wyniki molekularnej analizy filogenetycznej z 2023 roku wskazują, że rodzaj ten zajmuje siostrzaną pozycję względem rodzaju Nuconarius, tworząc z nim klad siostrzany dla Hengconarius. Z kolei grupa tych trzech rodzajów zajmują pozycję siostrzaną względem Yunguirius.
Do rodzaju tego należy 5 opisanych gatunków:
- Sinodraconarius cawarongensis Zhao & S. Q. Li, 2018
- Sinodraconarius muruoensis Zhao & S. Q. Li, 2018
- Sinodraconarius patellabifidus (Wang, 2003)
- Sinodraconarius sangjiuensis Zhao & S. Q. Li, 2018
- Sinodraconarius yui Zhao & S. Q. Li, 2018